# Альберт Лангфельд
Альберт Лангфельд (нім. Albert Langfeld; 28 січня 1918, Регенсбург — 11 березня 1943, Атлантичний океан) — німецький офіцер-підводник, оберлейтенант-цур-зее крігсмаріне.

## Біографія
3 квітня 1937 року вступив на флот. З 22 травня 1941 року — 1-й вахтовий офіцер на підводному човні U-571. В березні-травні 1942 року пройшов курс командира човна. З 9 травня 1942 року — командир U-444, на якому здійснив 2 походи (разом 60 днів у морі). 11 березня 1943 року U-444 був потоплений в Північній Атлантиці західніше Ірландії (51°14′ пн. ш. 29°18′ сх. д.) глибинними бомбами і тараном британського есмінця «Харвестер» та французького корвета «Аконіт». 4 члени екіпажу були врятовані, 41 (включаючи Лангфельда) загинули.

## Звання
- Кандидат в офіцери (3 квітня 1937)
- Морський кадет (21 вересня 1937)
- Фенріх-цур-зее (1 травня 1938)
- Оберфенріх-цур-зее (1 липня 1939)
- Лейтенант-цур-зее (1 серпня 1939)
- Оберлейтенант-цур-зее (1 вересня 1941)